# Skala twardości Leeba
Skala twardości Leeba – skala oznaczania twardości metali na podstawie pomiaru metodą dynamiczną (odbicia sprężystego) opracowaną przez Szwajcara Dietmara Leeba około 1974 roku (i opatentowaną w roku 1975 przez firmę Proceq). Technika ta jest udoskonaloną wersją metody skleroskopowej Shore'a.
Twardość Leeba (HL – skrótowiec od Hardness Leeb), w zależności od zastosowanej głowicy uderzeniowej, określana jest w następujących podskalach: HLD, HLDL, HLD+15, HLDC, HLC, HLE, HLS i HLG.
Oznaczenie twardości metalu w skali Leeba polega na pomiarze prędkości masy udarowej przed i po uderzeniu w próbkę oraz odpowiednim przeliczeniu otrzymanych wartości. Bijaczek o masie 5,5 g (stanowiący masę udarową), zakończony kulką z węgliku wolframu, wyrzucany jest w kierunku próbki siłą sprężyny. Rezultatem pomiaru jest iloraz prędkości bijaka po odbiciu przez prędkość przed odbiciem, pomnożony przez 1000. Wynik pomiaru (0–1000) jest w dużym stopniu uzależniony od modułu sprężystości podłużnej Younga, jako cechy określającej próbkę. 
Do pomiaru twardości metodą Leeba służą twardościomierze Leeba, złożone z modułu elektronicznego (urządzenie wskazujące) i mechanicznej głowicy uderzeniowej (bijaka). Głowica (bijak) zawiera układ napędowy ze sprężyną, masę uderzeniową (bijaczek) z zamocowanym magnesem oraz cewkę, wewnątrz której porusza się bijaczek. Badanie odbywa się poprzez pomiar napięcia indukowanego w cewce w wyniku ruchu bijaczka. Wszystkie twardościomierze Leeba występują w konstrukcji przenośnej. Istnieje kilka odmian głowic uderzeniowych: D (uniwersalna), DL (do wąskich otworów i rowków), C (do cienkich elementów), G (do masywnych odlewów) itd.
Twardościomierz podaje wyniki w jednostkach HL, a także – po automatycznej konwersji – w skalach Rockwella, Brinella, Vickersa, Shore'a i Rm MPa.

## Zalety
- krótki czas pomiaru (1–2 s)
- przenośność przyrządu (małe wymiary i masa, zasilanie bateryjne)
- bezpośredni odczyt twardości
- brak górnego ograniczenia masy i rozmiarów mierzonego elementu
- niewielkie wymiary odcisku (dla stali poniżej 0,5 mm średnicy i 25 μm głębokości)
- możliwość pomiaru elementów o wysokiej temperaturze

## Wady
- minimalna masa (ok. 1 kg) i grubość mierzonego elementu
- ograniczenie dopuszczalnej chropowatości powierzchni

## Normalizacja i możliwości wzorcowania
Metoda Leeba jest opisana między innymi amerykańską normą ASTM A956 (najstarsza) oraz niemiecką normą DIN 50156-1, -2, -3 z 2007 roku. W grudniu 2015 r. Polski Komitet Normalizacyjny wydał normę PN-EN ISO 16859-1, -2, -3, w angielskiej wersji językowej. Konwersję między skalą Leeba HLD, a skalami Rockwella, Brinella i Vickersa zawiera tablica 10 w najnowszej wersji amerykańskiej normy ASTM E140-12b.
Mimo dużego rozpowszechnienia twardościomierzy Leeba w polskim przemyśle (od lat 80. XX w.) oraz wydania Polskiej Normy w 2015 r. - do tej pory (lipiec 2017 r.) nie wzorcuje ich ani Główny Urząd Miar w Warszawie, ani laboratoria wzorcujące akredytowane przez PCA. Aktualnie w Polsce można je wzorcować jedynie metodą nieakredytowaną w niektórych laboratoriach wzorcujących. 
Wzorce twardości Leeba, produkowane głównie w Szwajcarii, Niemczech i Chinach, można nabyć zarówno bez ceryfikatów, jak i z farbycznymi certyfikatami kalibracji lub certyfikatami kalibracji ze znakami akredytacji zagranicznych jednostek akredytujących lub znakami zagranicznych instytutów metrologicznych.